# Yahoo! 360°
Yahoo! 360° va ser una xarxa social creada per Yahoo!, llançada al públic el març de 2005. Era similar a Orkut i MySpace, i en el seu temps de funcionament encara romania en fase beta. Yahoo! 360° integrava característiques d'un blog i àlbum de fotos de Flickr.
Yahoo! 360° es trobava únicament en anglès, francès i alemany, tot hi a un creixent nombre d'usuaris a Llatinoamèrica.
Aquesta xarxa social va tancar el 13 de juliol de 2009, després de 4 anys de funcionament.

## Característiques
- Diversos temes de disseny.
- Blogs (amb suport per a xarxes socials).
- Llistes d'interessos, pel·lícules preferides, llibres, frases, etcètera.
- Suport per mostrar xarxes socials externes.
- Fotos, anteriorment utilitzava Yahoo! Fotos, però després de la seva desaparició només van admetre Flickr.
- Grups dels usuaris que compartien interessos similars.
- Els comentaris ràpids: els missatges curts a les pàgines dels usuaris, similar a un llibre de visites.
- Integració amb altres serveis de Yahoo!